# Monochamus scabiosus
Monochamus scabiosus là một loài bọ cánh cứng trong họ Cerambycidae.